# Вирке, Йорг
Йорг Вирке (Фирке) (нем. Jörg Vierke) — современный немецкий ихтиолог, специализирующийся на аквариумных рыбках.
В настоящее время Вирке живёт и работает в немецком городе Хузум. Вирке регулярно публикуется в журналах, посвященных аквариумистике, некоторые из его статей переведены на русский язык. Аквариумисты могут задавать учёному вопросы в гостевой книге его сайта. Вирке первым описал виды лабиринтовых рыб Betta coccina, Betta edithae, Channa bleheri, Sphaerichthys acrostoma и Sphaerichthys selatanensis

## Публикации
- Vierke, J.; 1979? 1988; Dwarf Cichlids; TFH Publications, Inc., Neptune, NJ.
- Jorg Vierke, 1988, Bettas, Gouramis and other Anabantoids, published by T.F.H
- Dr. Jörg Vierke, Fischverhalten beobachten und verstehen, Kosmos Verlag 1994, 22001.
- Jörg Vierke, Vierke’s Aquarium Book: The Way the Germans Do It, 1986, TFH Publications, Inc.
- Dr. Jörg Vierke, Your Home Aquarium, TFH, 1991